# 柊牧場
柊牧場，全名合資會社柊牧場，是台灣日治時期的畜產會社之一，台灣的第一家牧場，也是日治時代飼養乳牛之嚆矢，明治29年（1896年）由塚本喜三郎開設。

## 簡介
塚本喜三郎原籍京都，明治29年（1896年）元旦攜乳牛八頭搭乘新發田丸渡台，同年1月25日借用台北東門邊之地開設柊牧場。明治35年（1902年）因該地被選為台北公園（二二八公園）預定地而移轉，最後遷移到大安十二甲，現在的信義路、永康街一帶，營業項目包括畜產、牛乳、乳製品的製造販賣等。喜三郎老後在淡水養老，牧場由兒子龜次郎接續經營。戰後，被台灣畜產公司接收。